# معركة عين الغزالة
نشبت معركة عين الغزالة في إبان حملة الصحراء الغربية في الحرب العالمية الثانية، إلى الغرب من ميناء طبرق في ليبيا، من 26 مايو وحتى 21 يونيو 1942. قاتلت قوات دول المحور من جيش بانزر إفريقيا (الجنرال أوبرست إرفين رومل) المتألفة من وحدات ألمانية وإيطالية الجيش البريطاني الثامن (الجنرال السير كلود أوكينليك، والذي كان رئيس أركان قيادة الشرق الأوسط أيضًا) المتألفة بصورة رئيسة من قوات الكومنولث والقوات الهندية والفرنسية الحرة.
شنت قوات المحور هجومًا استدراجيًا في الشمال في حين تحرك الهجوم الرئيس إلى الجناح الجنوبي لموقع عين الغزالة. تركَت المقاومة غير المتوقعة للحامية الفرنسية الحرة عند النهاية الجنوبية من الخط حول مربع بير حكيم جيش بانزر إفريقيا أمام طريق إمداد طويل وضعيف يمتد حول خط عين الغزالة. تراجع رومل إلى موقع دفاعي تطل خلفيته على حقول ألغام الحلفاء (المرجل)، مشكلًا قاعدةً في وسط الدفاعات البريطانية. أزال المهندسون الإيطاليون الألغام من الجانب الغربي لحقول الألغام ليفتحوا طريق إمداد عبر جانب المحور.
كانت عملية أبردين، وهي هجوم شنه الجيش الثامن للقضاء على جيش بانزر، منسقة تنسيقًا سيئًا وهُزمت بتكتيك فرّق تسُد، وفُقد العديد من الدبابات البريطانية واستعاد جيش بانزر زمام المبادرة. انسحب الجيش الثامن من خط عين الغزالة واجتاحت قوات المحور طبرق في يوم واحد. لاحق رومل الجيش الثامن إلى مصر وأجبره على الخروج من عدة مواقع دفاعية. تعتبر معركة عين الغزالة النصر الأعظم في حياة رومل المهنية.
مع اقتراب كلا الجانبين من الإنهاك، أعاق الجيش الثامن تقدم قوات المحور في معركة العلمين الأولى. لمساندة تقدم قوات المحور في مصر، أُجل الهجوم المُخطط له على مالطا (عملية هرقل). تمكن البريطانيون من إحياء مالطا باعتبارها قاعدة للهجمات على قوافل المحور المتجهة إلى ليبيا، ما عقّد صعوبات إمداد قوات المحور في العلمين بصورة كبيرة.

## خلفية

### بنغازي
عقب عملية كروسيدر في نهاية 1941، كان الجيش الثامن البريطاني قد حرر طبرق وأخرج قوات المحور من برقة إلى العقيلة. أدى تقدم الجيش الثامن البالغ 800 كم (500 ميلًا) إلى إطالة خطوط إمداده أكثر مما يجب، وفي يناير 1942، خفض الحلفاء حامية الخطوط الأمامية للعمل على خطوط الاتصال ومستودعات الإمداد، تمهيدًا لتقدم آخر غربًا ناحية طرابلس. أدى طرد القوة كيه من مالطا، والتي اصطدمت بحقل ألغام إيطالي قبالة طرابلس في منتصف ديسمبر، ووصول الفيلق الجوي الثاني إلى صقلية، إلى تحييد قوات الحلفاء الجوية والبحرية في مالطا، ما سمح لمزيد من إمدادت المحور بالوصول إلى ليبيا. بعد تأخير طال شهرين، بدأت القوات الألمانية والإيطالة في ليبيا بتلقي إمدادات وتعزيزات من الرجال والدبابات، ما استمر حتى نهاية مايو، وقتما نقل الفيلق الجوي الثاني إلى الجبهة الروسية.
على الرغم من إدراكها الإشارات الاستخباراتية لهذه التعزيزات، فقد قللت القيادة العامة في القاهرة من تقدير أهميتها ومن قوة دول المحور القتالية، بعد أن بالغت كثيرًا في الخسائر التي لحقت بالمحور أثناء عملية كروسيدر. في تقدير أجري في يناير 1942، ألمح أوكينليك إلى قوة قتالية للمحور تبلغ 35.000 رجل، في حين كان الرقم الحقيقي نحو 80.000 (50.000 ألماني و 30.000 إيطالي). توقع الجيش الثامن أن يكون جاهزًا بحلول فبراير واعتقدت القيادة العامة في القاهرة أن قوات المحور ستكون أكثر ضعفًا وأقل تنظيمًا من أن تعدّ هجومًا مضادًا في الوقت الراهن. في 21 يناير، أرسل رومل ثلاثة أرتال ثقيلة التدرع للقيام باستطلاع تكتيكي. عندما لم يجد إلا سواتر هزيلة للغاية، حول رومل استطلاعه إلى هجوم، واستعاد بنغازي في 28 يناير والتميمي في 3 فبراير. بحلول السادس من فبراير، كانت قوات الحلفاء قد تراجعت إلى الصف من عين الغزالة إلى بير حكيم، على بعد أميال غرب طبرق، والتي كان الإيطاليون الألمان قد انسحبوا منها قبل سبعة أسابيع. تكبد الحلفاء 1.306 ضحية من 21 يناير، وخسروا 42 دبابة دُمرت، و 30 أخرى تعطلت وأربعين بندقية ميدانية.

### عين الغزالة

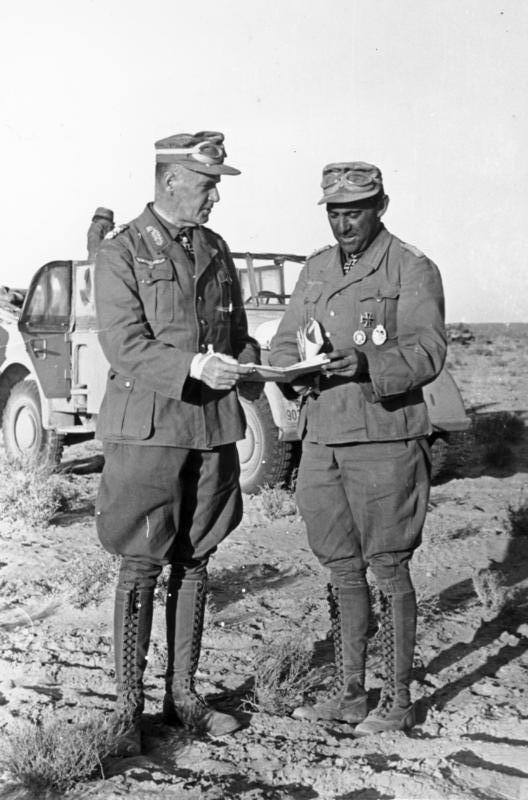
القائدان الألمانيان فريتز بايرلاين (على اليمين)، ولودفيغ كروفيل في يناير 1942

في 18 نوفمبر 1941 بدأت القوات البريطانية (تحت اسم الجيش الثامن البريطاني) هجومها على قوات المحور على الحدود الليبية المصرية تحت اسم عملية الصليبي، وأسفرت هذه العملية بعد سلسلة معقدة من المعارك إلى إخراج قوات المحور من برقة والوصول إلى مرسى البريقة في 6 يناير 1942.
أما بالنسبة لرومل الذي قرر أن التراجع هو القرار الصحيح في الوقت الحالي، فكان يتلقى تعزيزات من القيادتين الألمانية والإيطالية، ففي 15 يناير استلم 54 دبابة، و 20 عربة، كما تم تحويل أسطول جوي من الجبهة الروسية وضع تحت قيادة ألبرت كسلرنغ قائد القوات الألمانية في جبهة البحر المتوسط، وقامت القوات الجوية للمحور بضرب جزيرة مالطة التي كانت تهدد قوافل التموين التي تذهب إلى رومل في أفريقيا.
في 21 يناير 1942 بدأ رومل هجومه الذي كان مفاجئاً للبريطانيين، لذلك اتخذ القائد البريطاني نيل ريتشي قائد الجيش الثامن قراراً بالانسحاب، واستمر تقدم حتى 3 فبراير عندما وصل إلى خليج البمبة، ثم استولى على التميمي والمخيلي، وتوقف رومل في مواقعه الجديدة أكثر من ثلاثة أشهر كان ينظم فيها خطوط إمدادته.
في سبتمبر 1941، كانت المخابرات الإيطالية قد اقتحمت السفارة الأمريكية في روما (ولم تكن الولايات المتحدة قد دخلت الحرب ضد دول المحور) وسرقت منها الشفرة السرية التي يتم التخاطب بها بين الملحق العسكري الأمريكي في القاهرة، وبين الحكومة الأمريكية، وكان مما يتضمنه هذا التخاطب النوايا العسكرية للبريطانيين، وبإعطاء المخابرات الإيطالية هذه الهدية الغالية لرومل، ظل مطلعاً على نوايا البريطانيين حتى يونيو 1942، عندما خمٌن الحلفاء أن الألمان اخترقوا هذه الشفرة فقاموا بتغييرها. وقبل ذلك (في مايو) كان رومل يلاحظ القوة المتزايدة للجيش الثامن، كما كان على علم بمحاولة القائد ريتشي للهجوم عليه، فكان لا بد له من أن يبادر بالهجوم رغم صعوبات الإمداد عنده.

## ميزان القوى

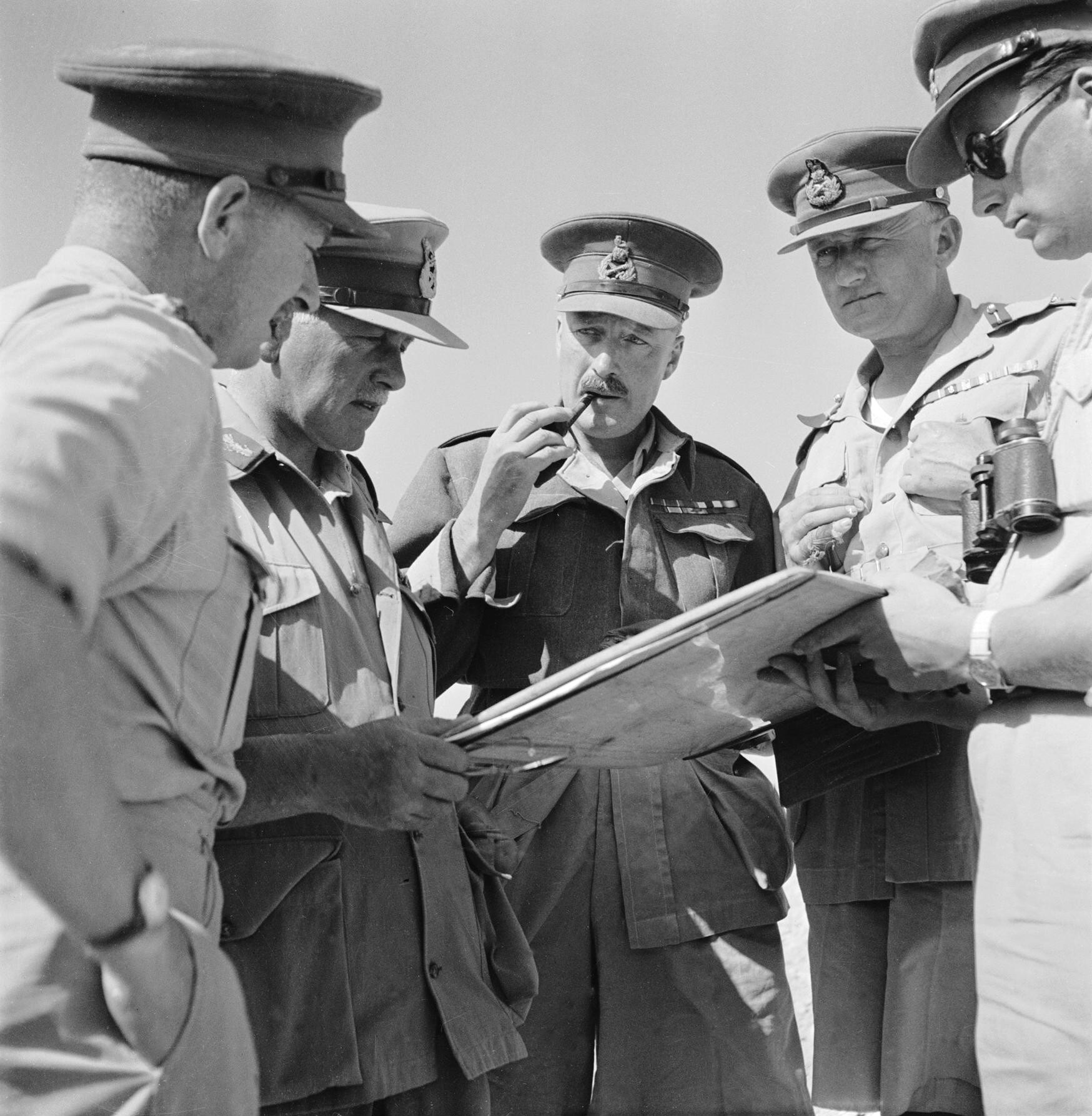
القائد البريطاني نيل ريتشي (في الوسط) بين قادته 31 مايو 1942

- بالنسبة للجنود كان هناك شيء من التعادل (100,000 للجيش الثامن، و 90,000 للمحور)، لكن البريطانيين يتفوقون في الدبابات (489 دبابة مقابل 560 للمحور).
- لكن في المقابل كانت قوات المحور تتفوق في عدد الطائرات حيث يمتلكون 704 طائرة (497 في الخدمة) مقابل 320 للبريطانيين (190 في الخدمة).

## الخطة
- كانت خطة رومل أن يقوم القائد الألماني لودفيغ كروفيل Cruewell بهجوم تضليلي على عين الغزالة بقوات أغلبها إيطالية، في حين يقوم الفيلق الأفريقي مع فرقة أريتي الإيطالية بالتفافة حول الجنوب.
- أما الجيش الثامن فكان محتمياً خلف خط من الألغام يمتد من الغزالة على البحر إلى بير حكيم إلى الجنوب لمسافة 69 كم تقريباً.

## بدء المعركة
- بدأ كروفيل هجومه في الثانية بعد ظهر يوم 26 مايو، وفي التاسعة من ليلة نفس اليوم تحركت قوات رومل إلى الجنوب حسب الخطة المتبعة، لكنها واجهت مقاومة عنيفة، خصوصاً في حامية بير حكيم التي تحميها القوات الفرنسية الحرة (جنودها فرنسيون، وجزائريون، ومغاربة، ومن مستعمرات أفريقية أخرى). أما كروفيل فقد سقط أسيراً يوم 29 مايو.
- كانت القوات البريطانية تقاتل في منطقة سمتها المرجل Cauldron وهي تقع ما بين غوط الأوالب وسيدي مفتاح (ما بين الغزالة وبير حكيم)، وسقطت غوط الأوالب في يد قوات المحور في 1 يونيو.
- في 2 يونيو شنت القوات الإيطالية بدعم جوي ألماني هجوماً عنيفاً على بير حكيم، واستمرت مقاومة الحامية ببسالة حتى ليلة 10 يونيو حيث انسحبت عبر خطوط قوات المحور، وفي اليوم التالي تم الاستيلاء على بير حكيم.

## تفوق المحور
- ما بين 11 إلى 13 يونيو اشتبكت الدبابات في معركة عنيفة نتج عنها تفوق قوات رومل، إذ خسر البريطانيون 120 دبابة في يوم 12 يونيو فقط.
- في 16 يونيو تلقى ريتشي إذنا من قيادة كلود أوكنلك في القاهرة بالسماح لترك طبرق تواجه الحصار، وبدأت القوات البريطانية الانسحاب نحو الشرق، وفي يوم 17 يونيو لم يكن أمام القائد البريطاني نوري Norrie (قائد الفيلق الثلاثين) خيار سوى الانسحاب من كمبوت (32 شرق طبرق).

## سقوط طبرق

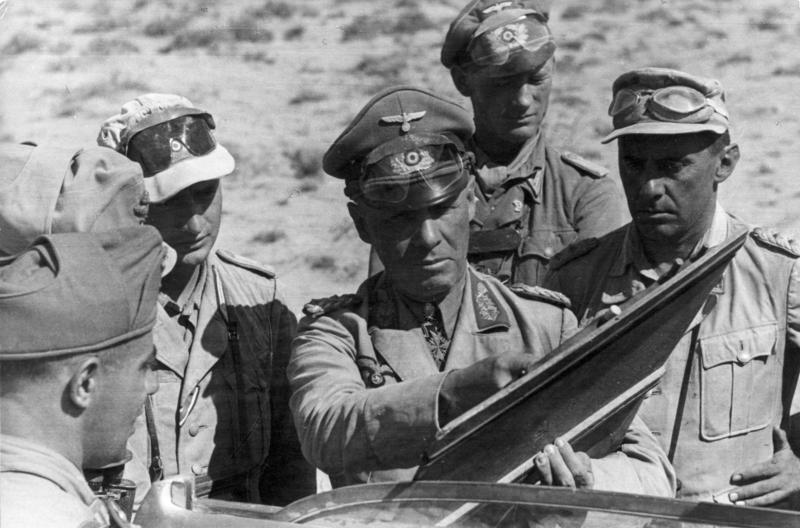
القائد الألماني إرفين رومل بين قادته يونيو 1942

- في 18 حزيران/يونيو بينما كانت القوات البريطانية تنسحب شرقاً أكمل الألمان عزل طبرق وهي جيبٌ شاسعٌ مركزه ميناء طبرق محميٌّ بخطوطٍ دفاعيةٍ محصّنةٍ جيداً تحيط بالمدينة من الغرب والجنوب والشرق فيما يستند شمالاً إلى ساحل البحر. تألفت حامية طبرق من 35,000 جندي يقودهم القائد كلوبر Klopper مع كمياتٍ كبيرةٍ من الوقود والذخيرة. كان ترجيح الإنجليز أن رومل Rommel سيفشل في احتلالها كما العام الماضي (دام حصار الألمان 241 يوماً مابين 11/ 4 و 7/ 12/ 1941 وهو تاريخ قيام اليابان بهجوم بيرل هاربر)، وتبقى جيباً في خاصرته لاستنزافه خلف خطوط الجبهة لا سيما وقد كانوا يمدونها بحراً بكل ما يلزمها.
- فضلاً عن أهميتها المعنوية والإعلامية كانت طبرق مهمةً لرومل للاستفادة من مينائها في تقصير خطوط إمداداته من إيطاليا إذا ما أراد غزو مصر (كانت العلمين تبعد عن طبرق أقل من 600 كم، بينما تبعد بنغازي حوالي 1050 كم).
- عوّل رومل على المفاجأة، فتظاهر بأن قواته مهتمة بملاحقة فلول الجيش الإنجليزي آمراً إياها بالالتفاف حول أسوار طبرق بأقصى سرعةٍ أمام أعين المدافعين دونما اشتباكٍ معهم أو اهتمامٍ بحصارها ما أعطى الحامية مهلةً ريثما ترتب دفاعاتها (كان تركيز الدفاعات على الجهتين الغربية والجنوبية قبالة الهجوم الألماني). في هذا الوقت أمر رومل دباباته البانزر خفيفة الحركة بالانعطاف نحو طبرق من أقصى الشرق عند التقاء الخطوط الدفاعية بالبحر بمجرد وصولها ثمة حيث لقيت مقاومةً يسيرةً لضعف المدافعين من هذه الجهة.
- فجر 20 حزيران/يونيو بعدما أمّن موطئ قدمٍ له خلف الخطوط الدفاعية، وغدا الجيش الثامن بعيداً إلى الشرق شن رومل هجومه الكبير فلم تستطع الحامية الصمود مطولاً واستسلمت مساء 21 حزيران/يونيو.
- استدعي رومل إلى برلين لمقابلة هتلر الذي كافأه بترقيته إلى فيلد مارشال (مشير) مانحاً إياه عصا المارشالية، لكنه -لفرط فعاليته- تمنى لو حصل بدلاً من ذلك على فرقةٍ أخرى.
- والحقيقة كان للدعاية النازية تأثيرها الكبير، فقد جعلت من سقوط طبرق ملحمةً كبرى وتمهيداً لانتصار ألمانيا مقابل دعاية الحلفاء في العام السابق بتراجع رومل عن المدينة كفاتحةٍ لهزيمة النازية، وغدا رومل -الذي لم يكُ نازياً- بطلاً قومياً ورمزاً للألماني الذي يتحدى المجهول ويقهر الصعاب رغم كل الظروف غير المواتية ويحقق أهدافه، وقارنت الدعاية النازية بين طبرق وستالينغراد ملمّحة لسقوطها الوشيك (والذي لم يتحقق أبداً)، فقد درجت دعاية الحلفاء على تصوير أن لهتلر عقبتين كؤودين ستتكسر عليهما طموحاته طبرق في الجنوب وستالينغراد في الشمال.

## ما بعد المعركة
- كان سقوط طبرق نصراً كبيرأ لرومل، فهو أولاً حلمه الذي راوده منذ العام الماضي بالاستيلاء على طبرق، كما أن الوقود والذخيرة التي حصل عليها عوّضته إلى درجة كبيرة عن النقص في الإمدادات، مما سمح له بالتقدم حتى قرية العلمين في مصر.
- لكن هذا الانتصار كان قصير الأمد مثل انتصار الموحدين في معركة الأرك، وانتصار نابليون بونابرت في معركة أوسترليتز، إذ انتقل زمام المبادرة لدى البريطانيين، ثم شنوا المعركة الحاسمة التي ساهمت في إلحاق الهزيمة بقوات المحور في شمال أفرقيا وهي معركة العلمين الثانية.